# 伊德尔河
伊德尔河，位于蒙古国中北部扎布汗省，是蒙古国最大的河流色楞格河的右河源。源于蒙古杭爱山北坡，流经蒙古北部，注入色楞格河后最终注入俄罗斯贝加尔湖，水流湍急。
该河每年10-11月开始结冰，次年4-5月解冻。右岸最大支流有楚魯特河。
伊德尔河流经蒙古国重要的农牧经济地区。2014年，從該河取水約50萬立方米，用於生活、畜牧、農田和工業用途。

## 流域

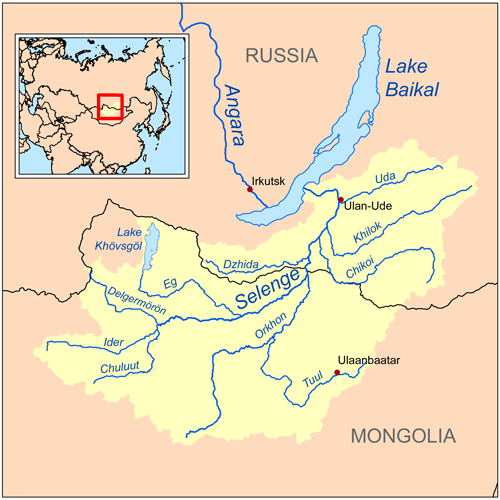
色楞格河流域（黄色）：
Selenge：色楞格河
Angara：安加拉河
Chikoi (Chikoy)：楚库河
Chuluut：楚魯特河
Delgermoron：德勒格尔木伦河（德勒格尔河）
Dzhida：吉达河
Eg (Egiin)：额金河
Ider：伊德尔河
Khilok：希洛克河
Orkhon：鄂尔浑河
Tuul：土拉河
Uda：乌达河
Ulan-Ude：乌兰乌德